# 科爾武鎮

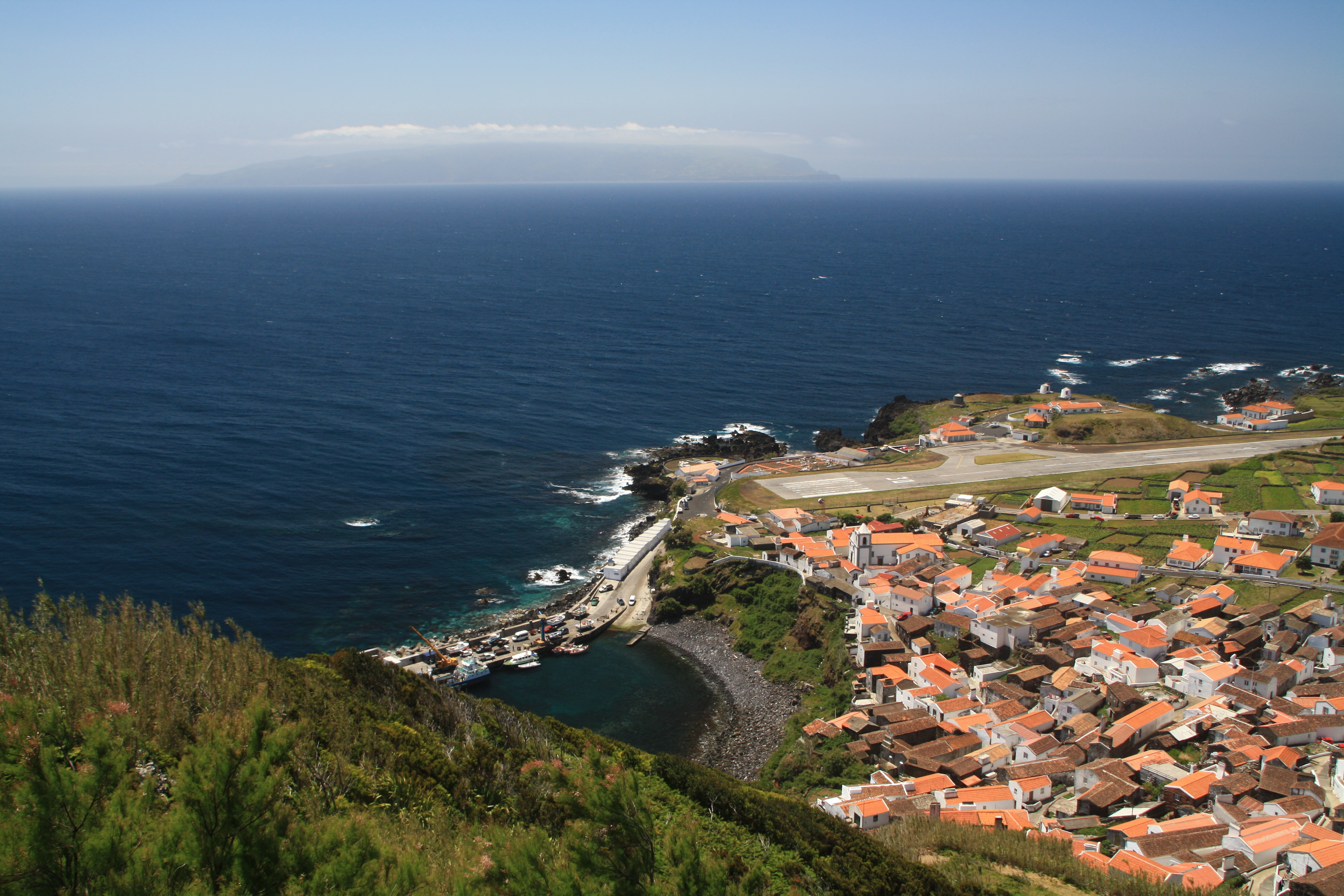

科爾武鎮（葡萄牙語：Vila do Corvo，葡萄牙語：[ˈkoɾvu] ⓘ）是葡萄牙的市鎮，位於亞速爾群島的科爾武島，始建於1832年，面積17.13平方公里，海拔高度36米，2011年人口430，人口密度每平方公里25.1人。

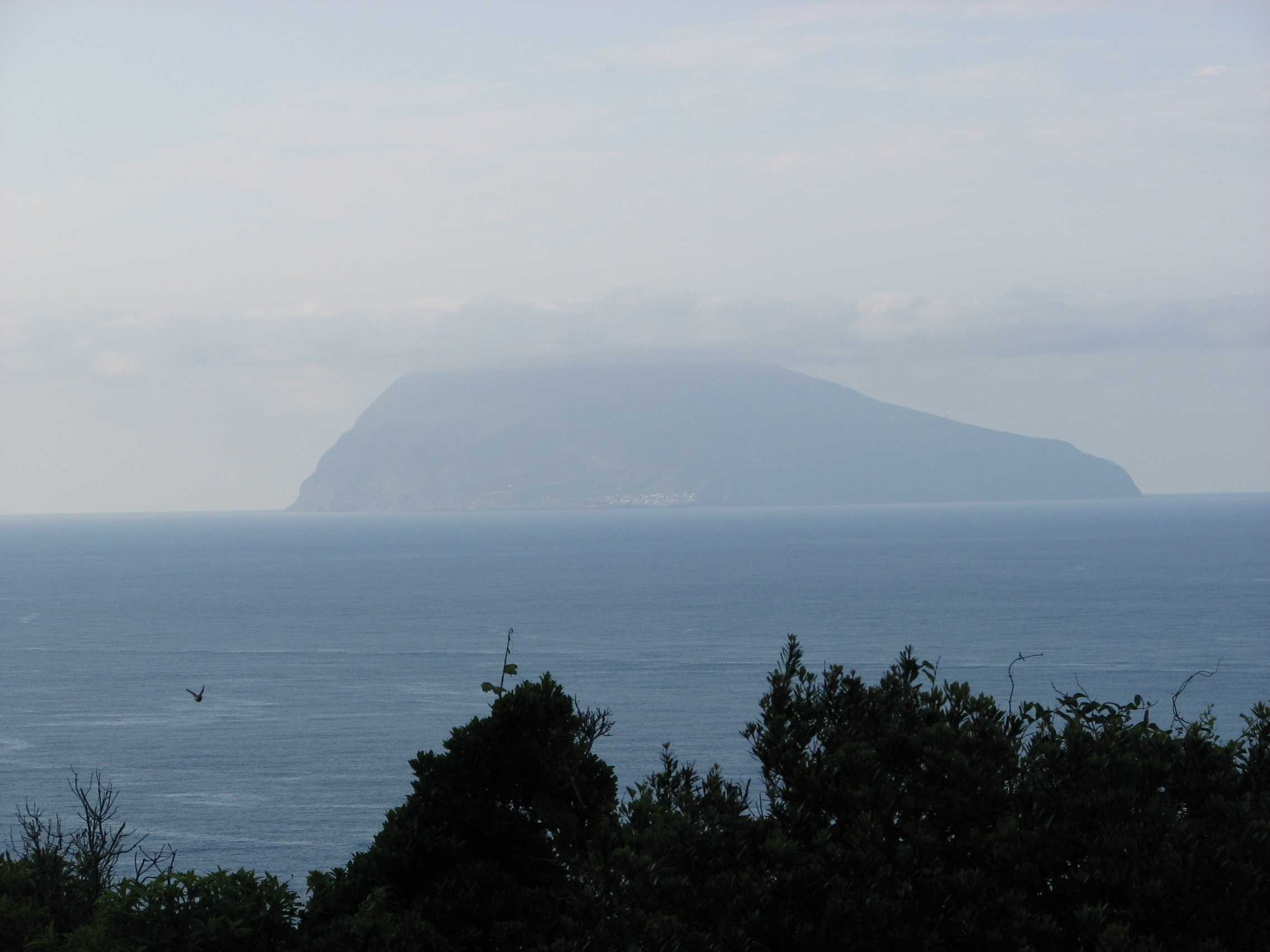

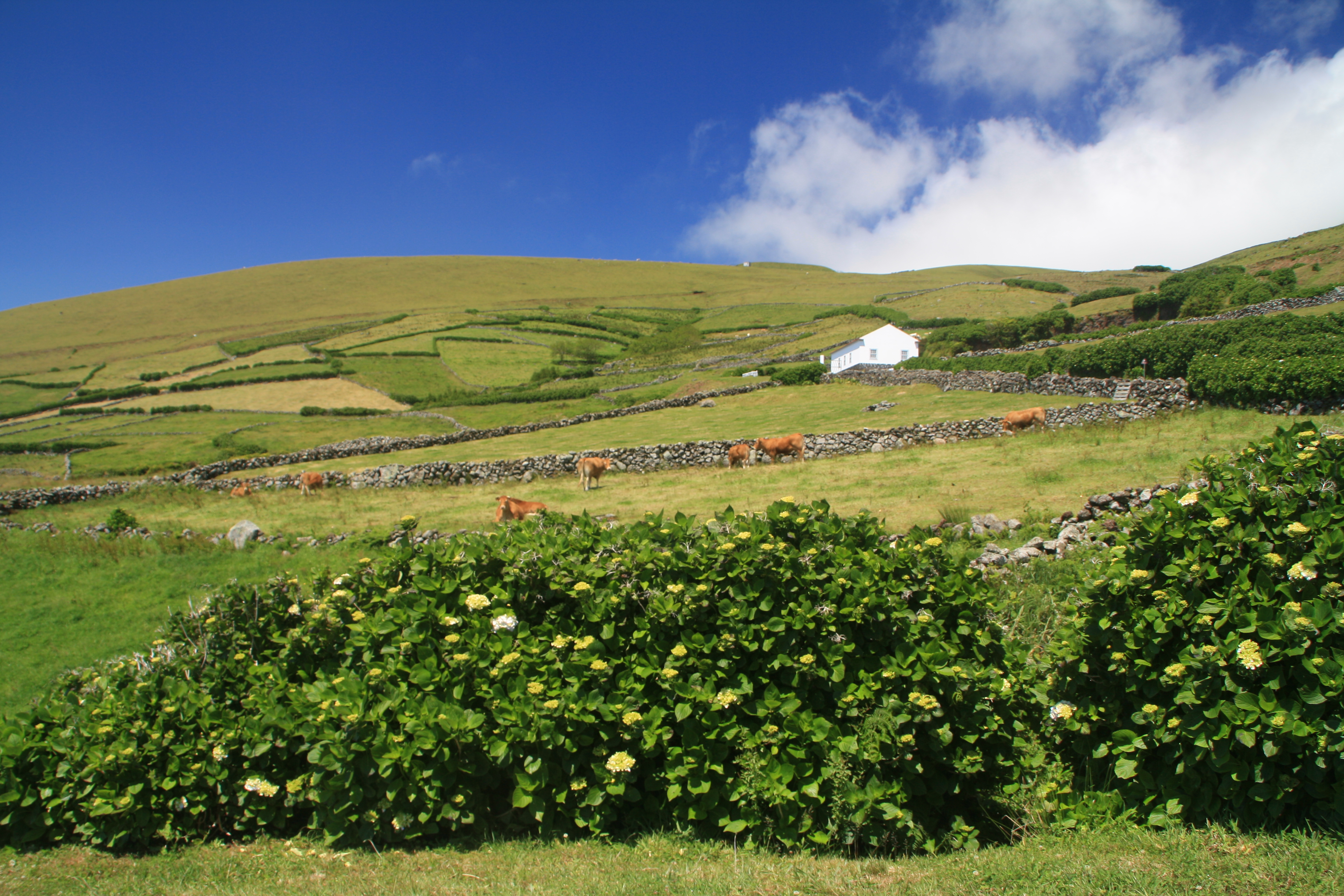

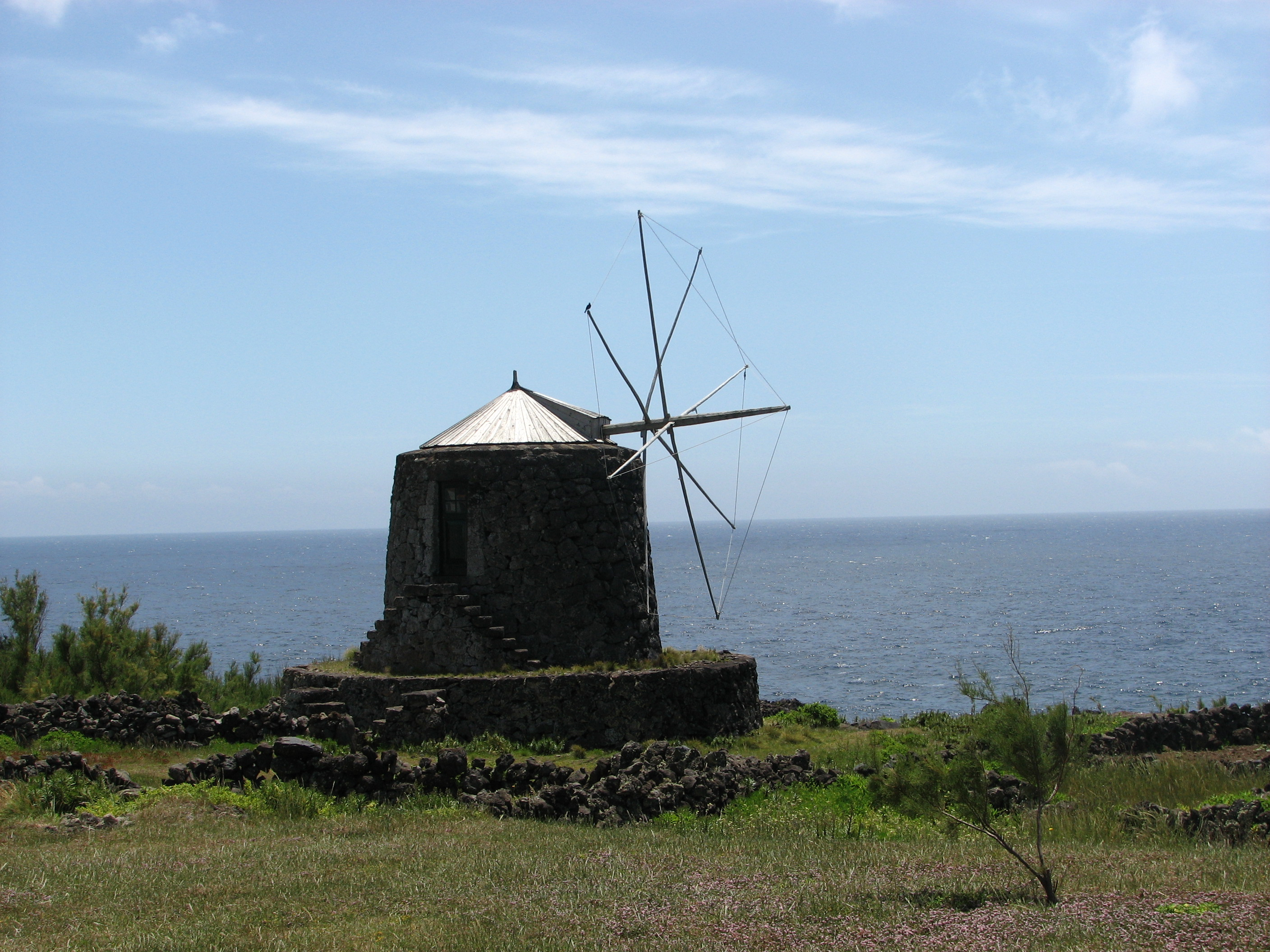

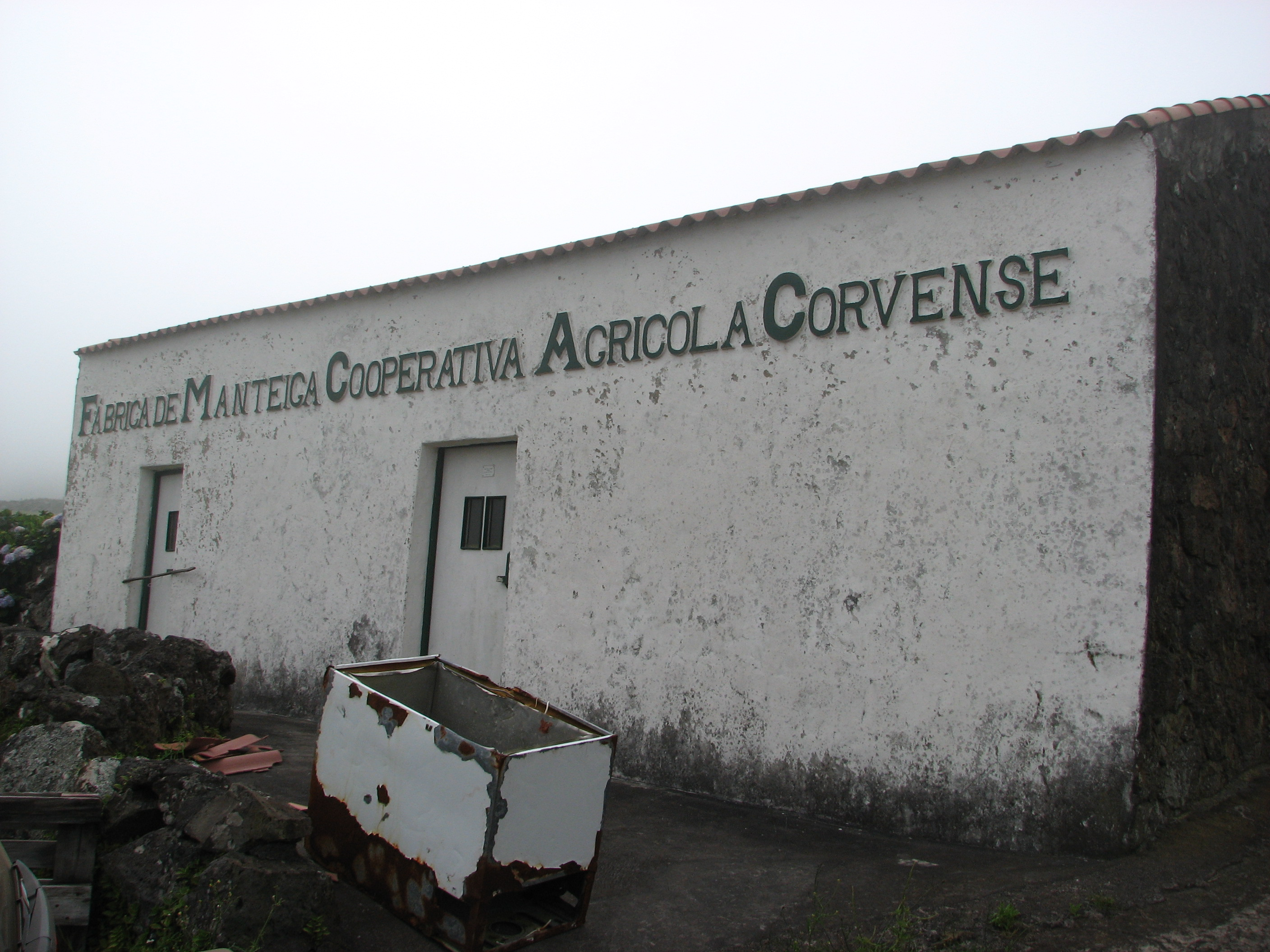

39°40′22″N 31°6′52″W / 39.67278°N 31.11444°W